# Državna cesta D41
D41 je državna cesta u Hrvatskoj. Ukupna duljina iznosi 57,9 km.